# Discographie du Sacre du printemps
La discographie du Sacre du printemps d'Igor Stravinsky, immense, comprend plus de 800 enregistrements, parmi lesquels on peut citer :
- Pierre Monteux, Grand Orchestre Symphonique, Paris, Salle Pleyel, mai 1929, Gramophone / Lys / Pearl ; Orchestre symphonique de San Francisco, San Francisco, 10 mars 1945, BMG Japon ; Orchestre symphonique de Boston, Boston, 28 janvier 1951, RCA ; Orchestre de la Société des Concerts du Conservatoire, Paris, Salle Wagram, décembre 1954, Decca; Orchestre symphonique de Boston, concert à Boston, Symphony Hall, 13 avril 1957, WHRA/Music & Arts
- Leopold Stokowski, Orchestre de Philadelphie, 1930, Victor.
- Igor Stravinsky, Philharmonic-Symphony Orchestra of New York, 1940, Columbia/Naxos ; Orchestre symphonique de Columbia, 1960, Columbia.
- Eduard van Beinum, Orchestre royal du Concertgebouw d'Amsterdam, 1946.
- Ernest Ansermet, Orchestre de la Suisse romande, 1950 et 1957, Decca.
- William Steinberg, Orchestre symphonique de Pittsburgh, 1953.
- Ferenc Fricsay, Orchestre RIAS Berlin, 1954, Deutsche Grammophon.
- Eugene Ormandy, Orchestre de Philadelphie, 1955, CBS/Naxos.
- Antal Doráti, Orchestre symphonique de Minneapolis, 1953 et 1959, Mercury ; Orchestre symphonique de Détroit, 1981, Decca.
- Igor Markevitch, Orchestre Philharmonia, 1951 et 1959, EMI/Testament.
- Otmar Suitner, Orchestre de la Staatskapelle de Dresde, 1962.
- Karel Ančerl, Orchestre philharmonique tchèque, 1963, Supraphon.
- Colin Davis, Orchestre symphonique de Londres, 1963.
- Herbert von Karajan, Orchestre philharmonique de Berlin, 1963 et 1977 (concert), Deutsche Grammophon / Palexa.
- Jascha Horenstein, Orchestre symphonique de Baden-Baden, 1965, Musidisc.
- Ievgueni Svetlanov, Orchestre symphonique de la fédération de Russie, 1966, Melodram.
- Seiji Ozawa, Orchestre symphonique de Chicago, 1968, RCA.
- Zubin Mehta, Orchestre philharmonique de Los Angeles, 1969 ; Orchestre philharmonique de New York, 2007.
- Pierre Boulez, Orchestre national de France, 1963 ; Orchestre de Cleveland, 1969, CBS et 1991, Deutsche Grammophon.
- Rafael Kubelík, Orchestre symphonique de la Radiodiffusion bavaroise, 1971 (concert), Orfeo.
- Riccardo Muti, Orchestre Philharmonia, 1971.
- Michael Tilson Thomas, Orchestre symphonique de Boston, 1972.
- Leonard Bernstein, Orchestre symphonique de Londres, 1972, Sony Classical ; Orchestre philharmonique d'Israël, 1982, Deutsche Grammophon.
- Bernard Haitink, Orchestre philharmonique de Londres, 1973, Philips ; Orchestre philharmonique de Berlin, 1995.
- Erich Leinsdorf, Orchestre philharmonique de Londres, 1973.
- Lorin Maazel, Orchestre philharmonique de Vienne, 1975 ; Orchestre de Cleveland 1980, Telarc ; Orchestre symphonique de la Radiodiffusion bavaroise, 1998, BR.
- Georg Solti, Orchestre symphonique de Chicago, 1975 ; Orchestre royal du Concertgebouw d'Amsterdam, 1991, Decca.
- Claudio Abbado, Orchestre symphonique de Londres, 1975, Deutsche Grammophon.
- Colin Davis, Orchestre royal du Concertgebouw d'Amsterdam, 1978, Philips.
- Simon Rattle, National Youth Orchestra of Great Britain, 1978.
- Igor Markevitch, Orchestre de la Suisse Romande, (enregistrement public du 30 juin 1982 réalisé par Radio Suisse Romande - Espace 2), 1990, Cascavelle
- Charles Dutoit, Orchestre symphonique de Montréal, 1984.
- Riccardo Chailly, Orchestre de Cleveland, 1985.
- Charles Mackerras, Orchestre philharmonique de Londres, 1988.
- Simon Rattle, Orchestre symphonique de Birmingham, 1989.
- Kent Nagano, Orchestre symphonique de Londres, 1990, Erato.
- James Levine, Orchestre du Metropolitan Opera, 1992.
- Mariss Jansons, Orchestre philharmonique d'Oslo, 1993, EMI Classics.
- Yuri Simonov, Orchestre philharmonique royal, 1993.
- Daniel Barenboim, Orchestre de Paris, 1994.
- Vladimir Ashkenazy, Deutsches Symphonie-Orchester Berlin, 1994.
- Marc Soustrot , Orchestre national des Pays de la Loire, 1994.
- Neeme Järvi, Orchestre de la Suisse romande, 1994.
- Semyon Bychkov, Orchestre de Paris, 1995.
- Valeri Guerguiev, Orchestre du Théâtre Mariinsky, 1999, Philips Classics.
- Michael Tilson Thomas, Orchestre symphonique de San Francisco, 1999.
- Esa-Pekka Salonen, Orchestre Philharmonia, 2002, Sony ; Orchestre philharmonique de Los Angeles, 2006, Deutsche Grammophon.
- Chung Myung-whun, Orchestre philharmonique de Radio France, 2007.
- Robert Craft, Orchestre Philharmonia, 2007.
- Gustavo Dudamel, Orchestre symphonique Simón Bolívar, 2010.
- Eliahu Inbal, Orchestre Philharmonia, 2011.
- Daniel Barenboim, Orchestre philharmonique de New York, 2011.
- Philippe Jordan, Orchestre de l'Opéra national de Paris, 2012, Naïve.
- Andrew Litton, Orchestre philharmonique de Bergen, 2012.
- Simon Rattle, Orchestre philharmonique de Berlin, 2013.
- Daniele Gatti, Orchestre national de France, 2013.
- David Zinman, Orchestre de la Tonhalle de Zurich — versions du 29 mai 1913 et version de 1967, 2013, RCA
- François-Xavier Roth, Les Siècles — versions du 29 mai 1913, 2014, Harmonia Mundi[2].
- Teodor Currentzis, Music Aeterna, 2015, Sony Classical.
- Vasily Petrenko, Orchestre philharmonique royal de Liverpool, 2017, Onyx Classics.
- Simon Rattle.London Symphony Orchestra. 2017. LSO Live.
- Vladimir Jurowski, London Philharmonic Orchestra, 2008, LPO Live.
- Klaus Mäkelä, Orchestre de Paris, 2023, Decca